# Křištínský klen
Křištínský klen je památný strom v obci Křištín jihozápadně od Klatov. Javor klen (Acer pseudoplatanus L.) roste na volném prostranství mezi hospodářskou budovou a stavením čp. 19. Strom je ve výborném zdravotním stavu, dosahuje výšky 25 m, výška koruny 22 m, šířka 18 m, obvod kmene 327 cm (měřeno 2007). V lednu 2008 byl proveden stabilizační zásah, bezpečnostní řez a byla instalována nedestruktivní vazba, tím byla zajištěna bezpečnost stromu. Druhá etapa ošetření byla citlivě provedena v době vegetace tak, aby nedošlo k nekontrolovatelné korunové výmladnosti. Javor je chráněn od 14. května 2008 jako krajinná dominanta.